# 沃伊拉鄉 (布拉索夫縣)

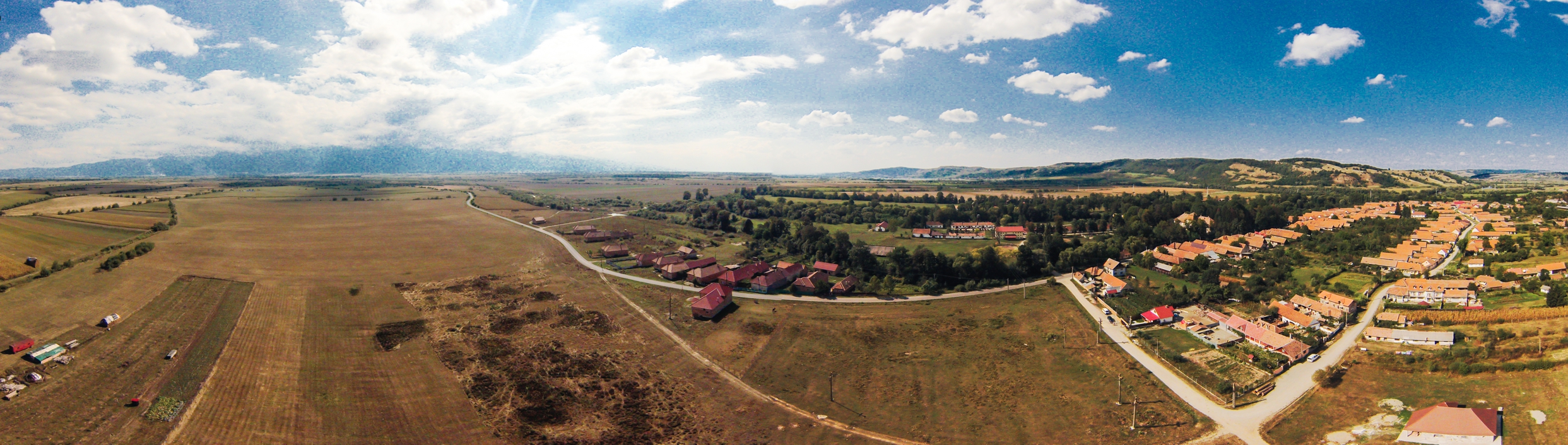

45°49′N 24°51′E / 45.817°N 24.850°E
沃伊拉鄉（羅馬尼亞語：Comuna Voila, Brașov），是羅馬尼亞的鄉份，位於該國中部，由布拉索夫縣負責管轄，面積86平方公里，海拔高度420米，2011年人口2,660，人口密度每平方公里31人。